# Адамс, Джуэтт
Джуэтт Уильям Адамс (англ. Jewett William Adams, 6 августа 1835 — 18 июня 1920) — четвёртый губернатор штата Невада в период с 1883 до 1887 года, член Демократической партии США. 
Джуэтт Адамс родился в городе Саут-Херо (штат Вермонт). Участвовал в Калифорнийской золотой лихорадке, работал в подземных шахтах и позднее держал свой магазин.
В 1864 году Джуэтт Адамс переехал в Неваду, а в 1883 году был избран губернатором штата Невада, занимав данную должность до 1887 года. Впоследствии работал суперинтендантом монетного двора в городе Карсон-Сити (штат Невада).
В 1915 году Адамс вместе со своей семьёй переехал в Сан-Франциско (Калифорния), где скончался 18 июня 1920 года.